# Danh sách tiểu hành tinh: 5001–5100
| Tên                 | Tên đầu tiên | Ngày phát hiện       | Nơi phát hiện           | Người phát hiện                                        |
| ------------------- | ------------ | -------------------- | ----------------------- | ------------------------------------------------------ |
| 5001 EMP            | 1987 SB1     | 19 tháng 9 năm 1987  | Anderson Mesa           | E. Bowell                                              |
| 5002 Marnix         | 1987 SS3     | 20 tháng 9 năm 1987  | Smolyan                 | E. W. Elst                                             |
| 5003 Silvanominuto  | 1988 ER2     | 15 tháng 3 năm 1988  | La Silla                | W. Ferreri                                             |
| 5004 Bruch          | 1988 RR3     | 8 tháng 9 năm 1988   | Tautenburg Observatory  | F. Börngen                                             |
| 5005 Kegler         | 1988 UB      | 16 tháng 10 năm 1988 | Kushiro                 | S. Ueda, H. Kaneda                                     |
| 5006 Teller         | 1989 GL5     | 5 tháng 4 năm 1989   | Palomar                 | E. F. Helin                                            |
| 5007 Keay           | 1990 UH2     | 20 tháng 10 năm 1990 | Siding Spring           | R. H. McNaught                                         |
| 5008 Miyazawakenji  | 1991 DV      | 20 tháng 2 năm 1991  | Dynic                   | A. Sugie                                               |
| 5009 Sethos         | 2562 P-L     | 24 tháng 9 năm 1960  | Palomar                 | C. J. van Houten, I. van Houten-Groeneveld, T. Gehrels |
| 5010 Amenemhết      | 4594 P-L     | 24 tháng 9 năm 1960  | Palomar                 | C. J. van Houten, I. van Houten-Groeneveld, T. Gehrels |
| 5011 Ptah           | 6743 P-L     | 24 tháng 9 năm 1960  | Palomar                 | C. J. van Houten, I. van Houten-Groeneveld, T. Gehrels |
| 5012 Eurymedon      | 9507 P-L     | 17 tháng 10 năm 1960 | Palomar                 | C. J. van Houten, I. van Houten-Groeneveld, T. Gehrels |
| 5013 Suzhousanzhong | 1964 VT1     | 9 tháng 11 năm 1964  | Nanking                 | Purple Mountain Observatory                            |
| 5014 Gorchakov      | 1974 ST      | 19 tháng 9 năm 1974  | Nauchnij                | L. I. Chernykh                                         |
| 5015 Litke          | 1975 VP      | 1 tháng 11 năm 1975  | Nauchnij                | T. M. Smirnova                                         |
| 5016 Migirenko      | 1976 GX3     | 2 tháng 4 năm 1976   | Nauchnij                | N. S. Chernykh                                         |
| 5017 Tenchi         | 1977 DS2     | 18 tháng 2 năm 1977  | Kiso                    | H. Kosai, K. Hurukawa                                  |
| 5018 Tenmu          | 1977 DY8     | 19 tháng 2 năm 1977  | Kiso                    | H. Kosai, K. Hurukawa                                  |
| 5019                | 1979 MS6     | 25 tháng 6 năm 1979  | Siding Spring           | E. F. Helin, S. J. Bus                                 |
| 5020 Asimov         | 1981 EX19    | 2 tháng 3 năm 1981   | Siding Spring           | S. J. Bus                                              |
| 5021 Krylania       | 1982 VK12    | 13 tháng 11 năm 1982 | Nauchnij                | L. G. Karachkina                                       |
| 5022                | 1984 HE1     | 23 tháng 4 năm 1984  | La Silla                | W. Ferreri, V. Zappalà                                 |
| 5023 Agapenor       | 1985 TG3     | 11 tháng 10 năm 1985 | Palomar                 | C. S. Shoemaker, E. M. Shoemaker                       |
| 5024 Bechmann       | 1985 VP      | 14 tháng 11 năm 1985 | Đài thiên văn Brorfelde | P. Jensen                                              |
| 5025                | 1986 TS6     | 5 tháng 10 năm 1986  | Piwnice                 | M. Antal                                               |
| 5026 Martes         | 1987 QL1     | 22 tháng 8 năm 1987  | Kleť                    | A. Mrkos                                               |
| 5027 Androgeos      | 1988 BX1     | 21 tháng 1 năm 1988  | Palomar                 | C. S. Shoemaker                                        |
| 5028 Halaesus       | 1988 BY1     | 23 tháng 1 năm 1988  | Palomar                 | C. S. Shoemaker                                        |
| 5029 Ireland        | 1988 BL2     | 24 tháng 1 năm 1988  | Palomar                 | C. S. Shoemaker, E. M. Shoemaker                       |
| 5030 Gyldenkerne    | 1988 VK4     | 3 tháng 11 năm 1988  | Đài thiên văn Brorfelde | P. Jensen                                              |
| 5031 Švejcar        | 1990 FW1     | 16 tháng 3 năm 1990  | Kleť                    | Z. Vávrová                                             |
| 5032 Conradhirsh    | 1990 OO      | 18 tháng 7 năm 1990  | Palomar                 | E. F. Helin                                            |
| 5033 Mistral        | 1990 PF      | 15 tháng 8 năm 1990  | Haute Provence          | E. W. Elst                                             |
| 5034 Joeharrington  | 1991 PW10    | 7 tháng 8 năm 1991   | Palomar                 | H. E. Holt                                             |
| 5035 Swift          | 1991 UX      | 18 tháng 10 năm 1991 | Kushiro                 | S. Ueda, H. Kaneda                                     |
| 5036 Tuttle         | 1991 US2     | 31 tháng 10 năm 1991 | Kushiro                 | S. Ueda, H. Kaneda                                     |
| 5037 Habing         | 6552 P-L     | 24 tháng 9 năm 1960  | Palomar                 | C. J. van Houten, I. van Houten-Groeneveld, T. Gehrels |
| 5038 Overbeek       | 1948 KF      | 31 tháng 5 năm 1948  | Johannesburg            | E. L. Johnson                                          |
| 5039 Rosenkavalier  | 1967 GM1     | 11 tháng 4 năm 1967  | Tautenburg Observatory  | F. Börngen                                             |
| 5040 Rabinowitz     | 1972 RF      | 15 tháng 9 năm 1972  | Palomar                 | T. Gehrels                                             |
| 5041 Theotes        | 1973 SW1     | 19 tháng 9 năm 1973  | Palomar                 | C. J. van Houten, I. van Houten-Groeneveld, T. Gehrels |
| 5042 Colpa          | 1974 ME      | 20 tháng 6 năm 1974  | El Leoncito             | Felix Aguilar Observatory                              |
| 5043 Zadornov       | 1974 SB5     | 19 tháng 9 năm 1974  | Nauchnij                | L. I. Chernykh                                         |
| 5044 Shestaka       | 1977 QH4     | 18 tháng 8 năm 1977  | Nauchnij                | N. S. Chernykh                                         |
| 5045 Hoyin          | 1978 UL2     | 29 tháng 10 năm 1978 | Nanking                 | Purple Mountain Observatory                            |
| 5046 Carletonmoore  | 1981 DQ      | 28 tháng 2 năm 1981  | Siding Spring           | S. J. Bus                                              |
| 5047 Zanda          | 1981 EO42    | 2 tháng 3 năm 1981   | Siding Spring           | S. J. Bus                                              |
| 5048 Moriarty       | 1981 GC      | 1 tháng 4 năm 1981   | Anderson Mesa           | E. Bowell                                              |
| 5049 Sherlock       | 1981 VC1     | 2 tháng 11 năm 1981  | Anderson Mesa           | E. Bowell                                              |
| 5050 Doctorwatson   | 1983 RD2     | 14 tháng 9 năm 1983  | Anderson Mesa           | E. Bowell                                              |
| 5051 Ralph          | 1984 SM      | 24 tháng 9 năm 1984  | Đài thiên văn Brorfelde | P. Jensen                                              |
| 5052 Nancyruth      | 1984 UT3     | 23 tháng 10 năm 1984 | Palomar                 | C. S. Shoemaker, E. M. Shoemaker                       |
| 5053 Chladni        | 1985 FB2     | 22 tháng 3 năm 1985  | Anderson Mesa           | E. Bowell                                              |
| 5054 Keil           | 1986 AO2     | 12 tháng 1 năm 1986  | Anderson Mesa           | E. Bowell                                              |
| 5055 Opekushin      | 1986 PB5     | 13 tháng 8 năm 1986  | Nauchnij                | L. I. Chernykh                                         |
| 5056 Rahua          | 1986 RQ5     | 9 tháng 9 năm 1986   | La Silla                | H. Debehogne                                           |
| 5057                | 1987 DC6     | 22 tháng 2 năm 1987  | La Silla                | H. Debehogne                                           |
| 5058 Tarrega        | 1987 OM      | 28 tháng 7 năm 1987  | Geisei                  | T. Seki                                                |
| 5059 Saroma         | 1988 AF      | 11 tháng 1 năm 1988  | Kitami                  | K. Endate, K. Watanabe                                 |
| 5060 Yoneta         | 1988 BO5     | 24 tháng 1 năm 1988  | Kushiro                 | S. Ueda, H. Kaneda                                     |
| 5061 McIntosh       | 1988 DJ      | 22 tháng 2 năm 1988  | Siding Spring           | R. H. McNaught                                         |
| 5062 Glennmiller    | 1989 CZ      | 6 tháng 2 năm 1989   | Palomar                 | E. F. Helin                                            |
| 5063 Monteverdi     | 1989 CJ5     | 2 tháng 2 năm 1989   | Tautenburg Observatory  | F. Börngen                                             |
| 5064 Tanchozuru     | 1990 FS      | 16 tháng 3 năm 1990  | Kushiro                 | M. Matsuyama, K. Watanabe                              |
| 5065 Johnstone      | 1990 FP1     | 24 tháng 3 năm 1990  | Palomar                 | E. F. Helin                                            |
| 5066 Garradd        | 1990 MA      | 22 tháng 6 năm 1990  | Siding Spring           | R. H. McNaught                                         |
| 5067 Occidental     | 1990 OX      | 19 tháng 7 năm 1990  | Palomar                 | E. F. Helin                                            |
| 5068 Cragg          | 1990 TC      | 9 tháng 10 năm 1990  | Siding Spring           | R. H. McNaught                                         |
| 5069 Tokeidai       | 1991 QB      | 16 tháng 8 năm 1991  | JCPM Sapporo            | K. Watanabe                                            |
| 5070 Arai           | 1991 XT      | 9 tháng 12 năm 1991  | Kushiro                 | S. Ueda, H. Kaneda                                     |
| 5071 Schoenmaker    | 3099 T-2     | 30 tháng 9 năm 1973  | Palomar                 | C. J. van Houten, I. van Houten-Groeneveld, T. Gehrels |
| 5072 Hioki          | 1931 TS1     | 9 tháng 10 năm 1931  | Heidelberg              | K. Reinmuth                                            |
| 5073 Junttura       | 1943 EN      | 3 tháng 3 năm 1943   | Turku                   | Y. Väisälä                                             |
| 5074 Goetzoertel    | 1949 QQ1     | 24 tháng 8 năm 1949  | Brooklyn                | Đại học Indiana                                        |
| 5075 Goryachev      | 1969 TN4     | 13 tháng 10 năm 1969 | Nauchnij                | B. A. Burnasheva                                       |
| 5076 Lebedev-Kumach | 1973 SG4     | 16 tháng 9 năm 1973  | Nauchnij                | L. I. Chernykh                                         |
| 5077 Favaloro       | 1974 MG      | 17 tháng 6 năm 1974  | El Leoncito             | Felix Aguilar Observatory                              |
| 5078 Solovjev-Sedoj | 1974 SW      | 19 tháng 9 năm 1974  | Nauchnij                | L. I. Chernykh                                         |
| 5079 Brubeck        | 1975 DB      | 16 tháng 2 năm 1975  | El Leoncito             | Felix Aguilar Observatory                              |
| 5080 Oja            | 1976 EB      | 2 tháng 3 năm 1976   | Kvistaberg              | C.-I. Lagerkvist                                       |
| 5081 Sanguin        | 1976 WC1     | 18 tháng 11 năm 1976 | El Leoncito             | Felix Aguilar Observatory                              |
| 5082 Nihonsyoki     | 1977 DN4     | 18 tháng 2 năm 1977  | Kiso                    | H. Kosai, K. Hurukawa                                  |
| 5083 Irinara        | 1977 EV      | 13 tháng 3 năm 1977  | Nauchnij                | N. S. Chernykh                                         |
| 5084 Gnedin         | 1977 FN1     | 26 tháng 3 năm 1977  | Nauchnij                | N. S. Chernykh                                         |
| 5085 Hippocrene     | 1977 NN      | 14 tháng 7 năm 1977  | Nauchnij                | N. S. Chernykh                                         |
| 5086 Demin          | 1978 RH1     | 5 tháng 9 năm 1978   | Nauchnij                | N. S. Chernykh                                         |
| 5087 Emelʹyanov     | 1978 RM2     | 12 tháng 9 năm 1978  | Nauchnij                | N. S. Chernykh                                         |
| 5088 Tancredi       | 1979 QZ1     | 22 tháng 8 năm 1979  | La Silla                | C.-I. Lagerkvist                                       |
| 5089 Nádherná       | 1979 SN      | 25 tháng 9 năm 1979  | Kleť                    | A. Mrkos                                               |
| 5090 Wyeth          | 1980 CG      | 9 tháng 2 năm 1980   | Harvard Observatory     | Harvard Observatory                                    |
| 5091 Isakovskij     | 1981 SD4     | 25 tháng 9 năm 1981  | Nauchnij                | L. I. Chernykh                                         |
| 5092 Manara         | 1982 FJ      | 21 tháng 3 năm 1982  | Anderson Mesa           | E. Bowell                                              |
| 5093 Svirelia       | 1982 TG1     | 14 tháng 10 năm 1982 | Nauchnij                | L. G. Karachkina                                       |
| 5094 Seryozha       | 1982 UT6     | 20 tháng 10 năm 1982 | Nauchnij                | L. G. Karachkina                                       |
| 5095 Escalante      | 1983 NL      | 10 tháng 7 năm 1983  | Anderson Mesa           | E. Bowell                                              |
| 5096 Luzin          | 1983 RC5     | 5 tháng 9 năm 1983   | Nauchnij                | L. V. Zhuravleva                                       |
| 5097 Axford         | 1983 TW1     | 12 tháng 10 năm 1983 | Anderson Mesa           | E. Bowell                                              |
| 5098                | 1985 CH2     | 14 tháng 2 năm 1985  | La Silla                | H. Debehogne                                           |
| 5099                | 1985 DY1     | 16 tháng 2 năm 1985  | La Silla                | H. Debehogne                                           |
| 5100 Pasachoff      | 1985 GW      | 15 tháng 4 năm 1985  | Anderson Mesa           | E. Bowell                                              |